# Vẹt đầu xám
Psittacula finschii là một loài chim trong họ Psittacidae.